# Birnblattwanze
Die Birnblattwanze (Stephanitis pyri), auch Birnen-Netzwanze genannt, ist eine Art der zu den Wanzen gehörenden Netzwanzen. Sie ist von Südwesteuropa bis Mittelasien verbreitet und ist auch in Südwestdeutschland, der Schweiz und Österreich zu finden, wo die wärmeliebende Art bevorzugt auf Apfelbäumen, Birnbäumen und Kirschbäumen lebt und sich von den Pflanzensäften ihrer Wirtspflanzen ernährt, weshalb sie potentiell als Schädling in Erscheinung treten kann.

## Merkmale

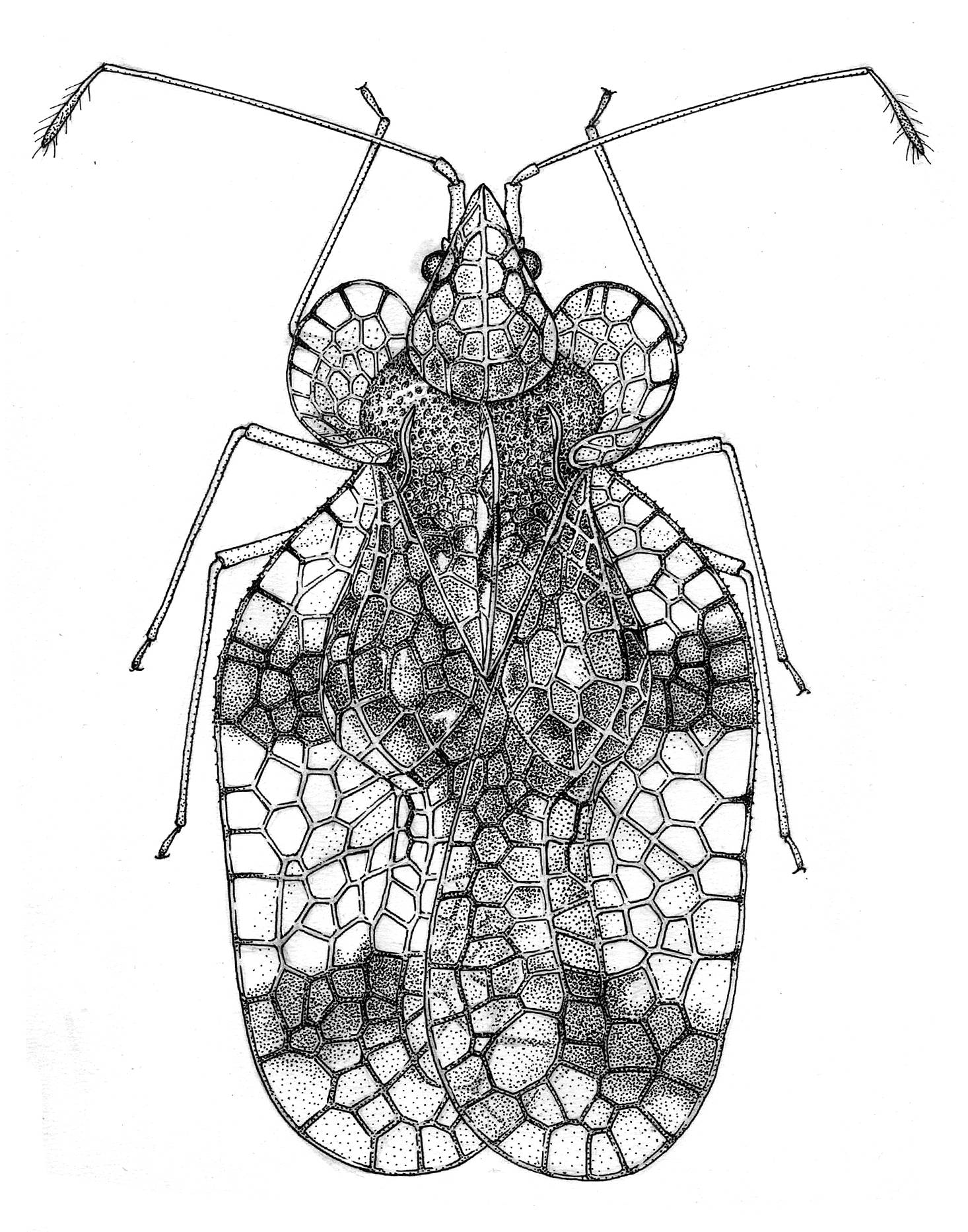
Zeichnung der Birnblattanze

Die Körperlänge beträgt 2,7–3,3 mm. Die Deckflügel besitzen am Rand hinter der Mitte mehr als drei Maschenreihen, die Halsblase ist stark aufgewölbt, die Seitenkiele sind hoch. Wie bei allen Stephanitis-Arten sind die Deckflügel zum Teil glasartig durchsichtig und hochgewölbt, die Halsblase am Pronotum ist groß und die Fühler und Beine sind auffällig lang und dünn.
Ähnliche Arten
In  Deutschland leben drei ähnliche Arten aus der gleichen Gattung: die Andromeda-Netzwanze (Stephanitis takeyai), Stephanitis oberti und die Rhododendron-Netzwanze (Stephanitis rhododendri). Bei der Andromeade-Netzwanze hat der seitliche Bereich der Deckflügel hinter der Mitte drei Maschenfelder. Bei S. oberti sind die Maschenfelder wie bei der Andromeda-Netzwanze angeordnet, der mittlere Kiel des Pronotums ist flacher als der aufgewölbte Rand. Bei der Amerikanischen Rhododendron-Netzwanze sind die Maschenreihen wie bei der Birnblattwanze, der Seitenrand ist jedoch weniger stark hochgewölbt und auf dem Pronotum sind flachere Kiele.

## Verbreitung

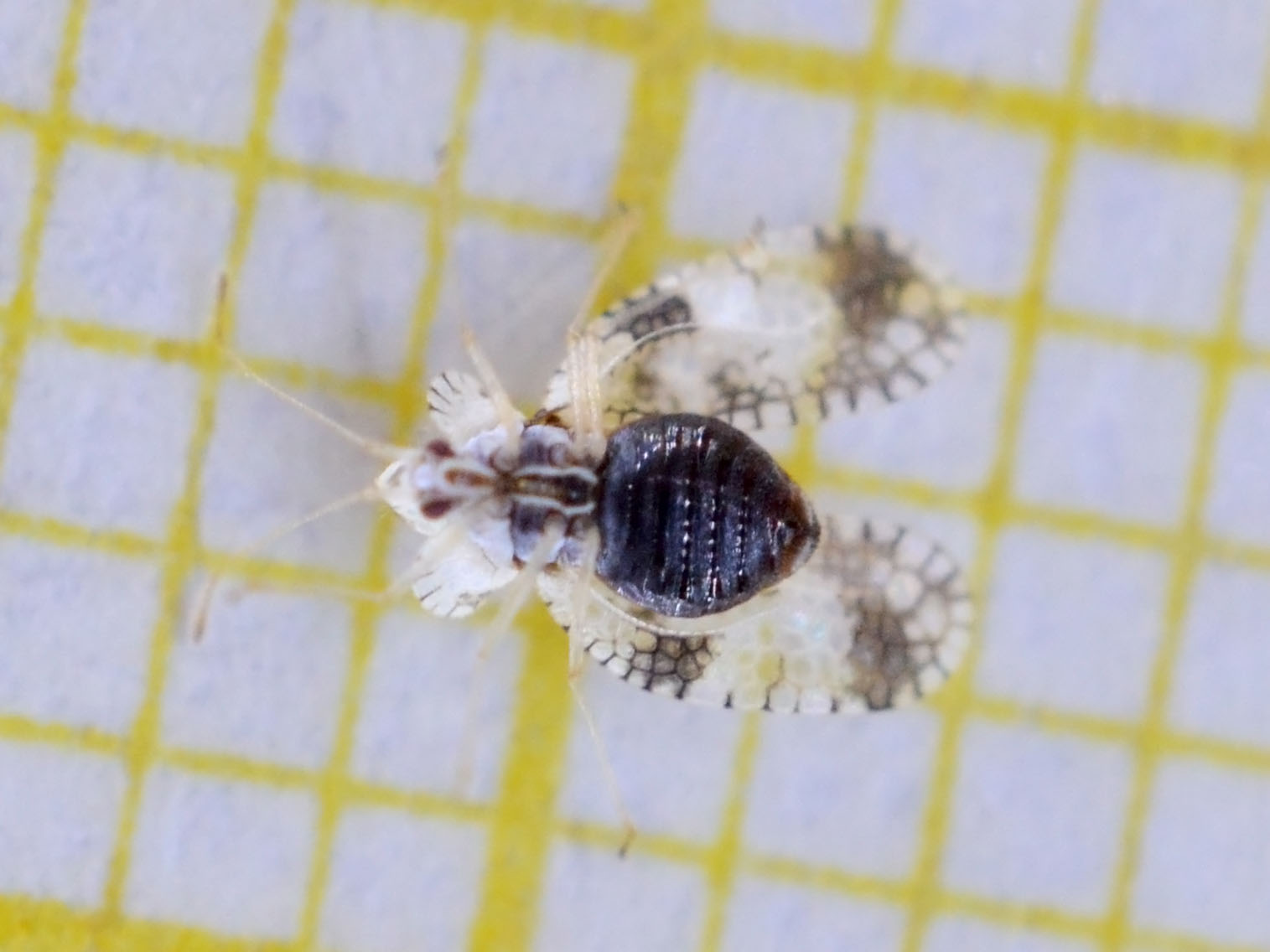
Unterseite eines Exemplars

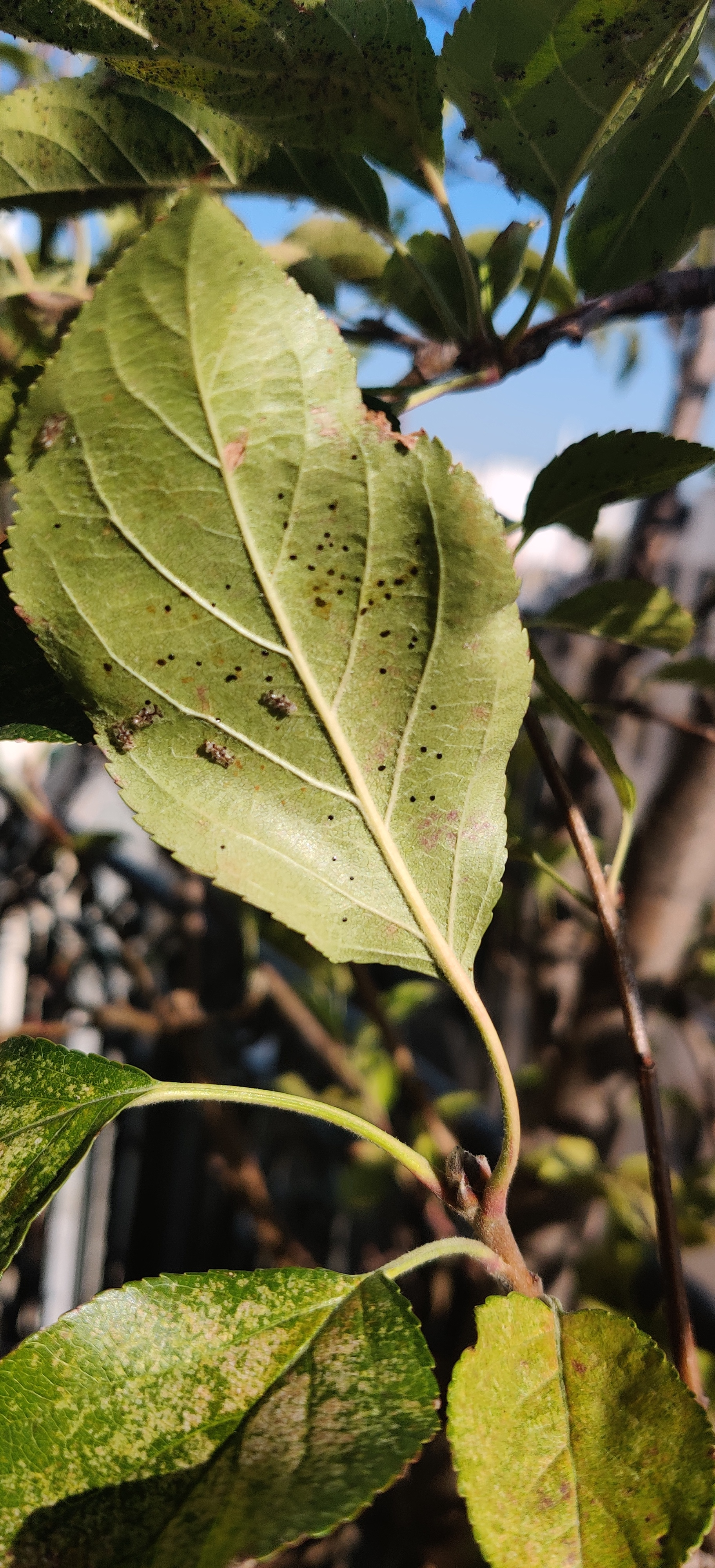
Unterseite eines befallenen Apfelbaumblatts

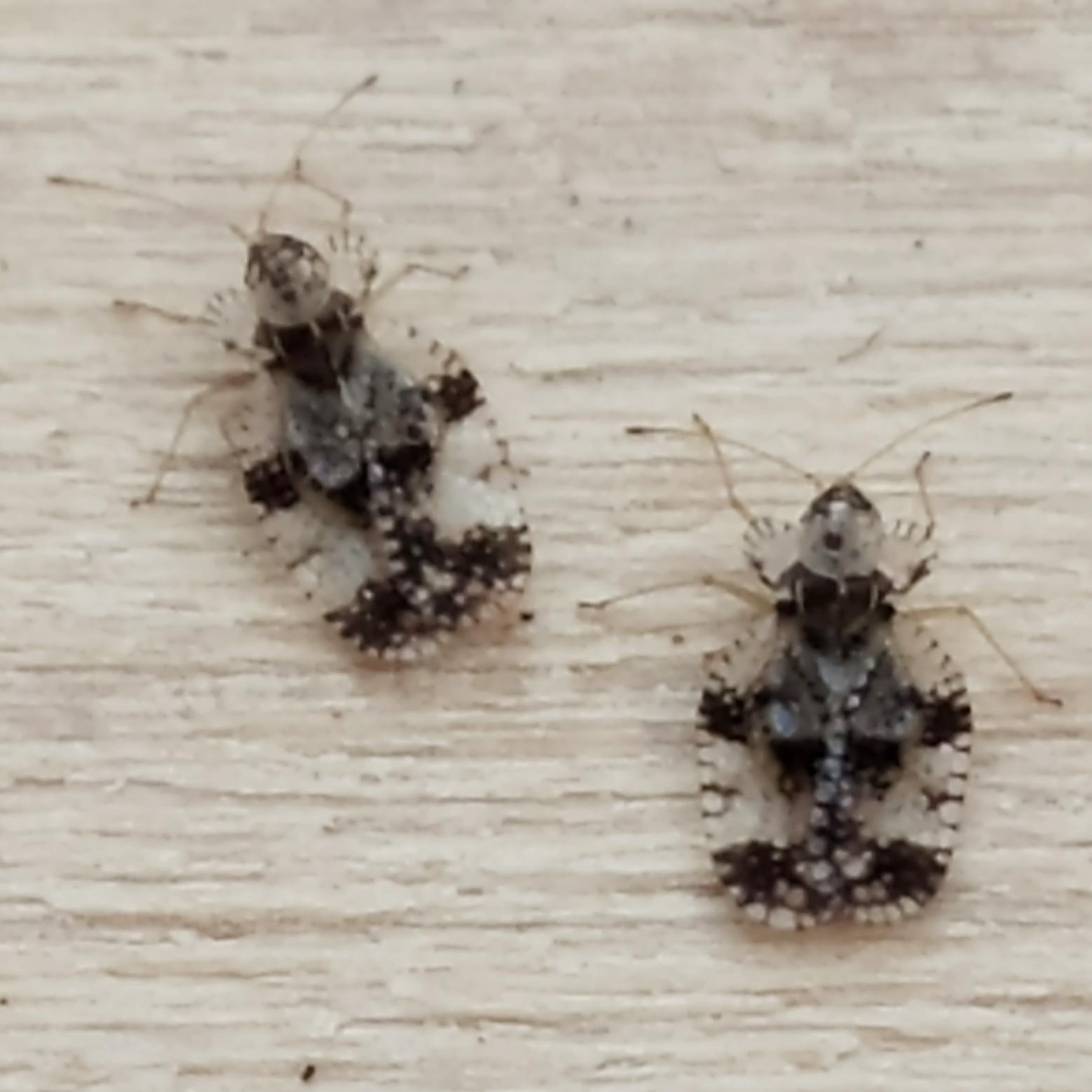
Zwei Birnblattwanzen

Die Art ist von Mittelasien bis Europa und in Nordafrika verbreitet. In Europa besiedelt sie große Teile des Kontinents, fehlt aber auf den Britischen Inseln, in Fennoskandinavien und in großen Teilen Mitteleuropas. Genauer ist sie von der Iberischen Halbinsel über Frankreich (inklusive Korsika), Süddeutschland, die Schweiz, Italien (inklusive Sardinien) und Österreich bis auf die Balkanhalbinsel verbreitet, wo sie nördlich bis Ungarn und Rumänien verbreitet ist. Weiter östlich lebt sie in der Republik Moldau, der Ukraine, im nördlichen Kaukasusgebiet und in Westrussland, östlich bis nach Baschkortostan. Südöstlich Europas liegen moderne Beobachtungen aus der Türkei, dem Libanon, Jordanien, Syrien und Usbekistan vor.
In Deutschland ist die Art vor allem aus dem Oberrheingraben bekannt, lebt aber auch in anderen Wärmegebieten im Südwesten, wie in Rheinhessen oder am Mittelrheintal. Eine durch die globale Erwärmung begünstigte Ausbreitung in Deutschland und anderen Teilen Mitteleuropas ist denkbar.

## Lebensraum und Ernährung
Die Art lebt nach manchen Angaben auf Rosengewächsen (Rosaceae), nach anderen Angaben auf Obstbäumen, wie Birnen, Äpfeln, Kirschen und Walnüssen. Dabei handelt es sich bei Birnen, Äpfeln und Kirschen nicht um Widersprüche, da diese zu den Rosengewächsen gehören. Lediglich die Walnüsse gehören zu den Buchenartigen. Einer dritten Angabe nach gehört neben den bereits genannten Taxa eine ganze Reihe weiterer Pflanzen zu den Wirtsarten, nämlich Zierquitten, Zwergmispeln, Azaroldorn, Quitte, Feuerdorn, Rosen und Elsbeere (Rosengewächse), Kastanien und Eichen (Buchengewächse), Hartriegel (Hartriegelgewächse), Liguster (Ölbaumgewächse), Heckenkirschen (Geißblattgewächse), Platanen (Platanengewächse), Johannisbeeren (Stachelbeergewächse), Robinien (Hülsenfrüchtler), Linden (Malvengewächse), Ulmen (Ulmengewächse) und Heidelbeeren (Heidekrautgewächse).
Die Art saugt an den Blättern ihrer Wirtspflanzen und ernährt sich von deren Pflanzensäften. Meistens sitzen die Tiere, unabhängig vom Entwicklungsstadium, an der Blattunterseite ihrer Wirtspflanzen und bewegen sich hier nur langsam fort. Die Saugstellen an den Blättern sind deutlich als kleine helle Flecken zu erkennen. Bei Massenbefall kann es zu vorzeitigem Blattabfall und Schädigung der Pflanzen kommen. Auch können durch das Saugen an jungen Trieben wenige Millimeter große Warzenreihen entstehen.

## Lebensweise
Die Imagines können fliegen und werden leicht durch den Wind verdriftet. Die meisten Beobachtungen der Art gelangen zwischen April und September, je nach Region ist die Art in Ausnahmefällen aber auch schon im Februar oder bis November zu beobachten.
Die Gallmücke Endopsylla endogena ist als Endoparasit bei der Birnblattwanze bekannt. Die Weichwanze Stethoconus pyri scheint ein Prädator der Art zu sein.

## Taxonomie
Die Art wurde 1775 von Johann Christian Fabricius als Acanthia pyri erstbeschrieben. Ein weiteres Synonym lautet Tingis pyri (Fabricius, 1775). Eine Falschschreibung der Art lautet Stephanitis piri.

### Unterarten
Neben dem Nominotypischen Taxon ist noch die Unterart Stephanitis pyri sareptana Horvath, 1912 beschrieben worden.